# Yamada Kōun (Zen-Meister)

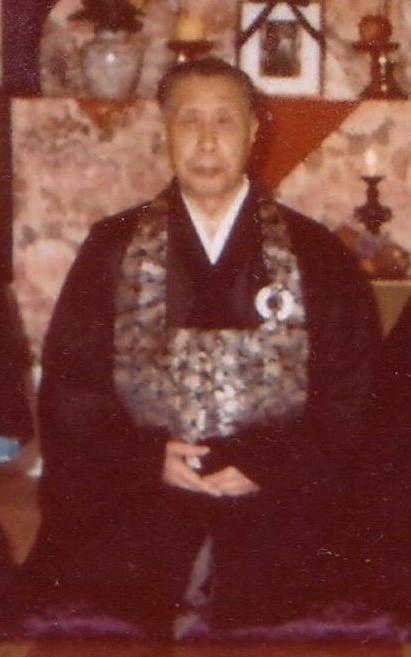
Yamada Koun Roshi

Yamada Kôun Roshi (geboren 1907 als Yamada Kiôzô in Nihonmatsu; gestorben 1989) war ein japanischer Zen-Meister des 20. Jahrhunderts. Er kann als einer der Stammväter von Zen-Buddhismus und Zen-Meditation im Westen gelten. Kôun Roshi leitete die unabhängige Zen-Vereinigung Sanbô Kyôdan (heute Sanbô Zen), die Soto- und Rinzai-Zen für Mönche wie für Nicht-Ordinierte anbot. Seine Lehre betonte Offenheit und Mitgefühl gegenüber allen Menschen, unabhängig von Nation, Kultur, Glaubensrichtung oder Geschlecht. Sein Angebot zum interreligiösen Dialog zog vor allem Menschen aus dem Westen an, darunter überdurchschnittlich viele christliche Priester und Nonnen, die bei ihm Zen studierten, um später eigene Zen-Zentren in Europa, den Vereinigten Staaten und anderen asiatischen Ländern zu gründen.

## Leben und Werk

### Berufsleben
Yamada Kôun wurde 1907 in Nihonmatsu in der Präfektur Fukushima in Japan geboren. Seine Vorfahren waren im lukrativen Seidenhandel tätig. Yamada besuchte die renommierte Erste Höhere Schule in Tokio, wo er sich mit Sôen Nakagawa anfreundete, der später ein bekannter Rinzai Zen-Meister wurde. Mit ihm ging er auch ab 1927 an die Universität und erwarb einen Abschluss im Fach Englisches Recht.
Ab 1931 arbeitete Yamada Kôun zunächst für die Chiyoda-Lebensversicherung, danach für die Mandschurische Minengesellschaft. Er heiratete die promovierte Medizinerin Kazue Myo-en und das Paar bekam Kinder. 1938, im Zweiten Japanisch-Chinesischen Krieg, wurde die Familie nach Shinkyo versetzt, die Hauptstadt der von Japan besetzten Mandschurei. Dort war Kôun für die Mandschurische Minengesellschaft, die für die Ausbeutung und inhumane Behandlung von Zwangsarbeitern (chinesische Bauern, Kriegsgefangene und Kriminelle) bekannt war, als Arbeitsinspektor, später als Stellvertretender Direktor der Abteilung für allgemeine Angelegenheiten tätig.
Während dieser Zeit begann er mit dem Zen-Training bei dem Rinzai-Meister Kônan Sôkan Roshi. Auch sein alter Freund Sôen war inzwischen nach Shinkyo versetzt worden, als Assistent des Rinzai-Meisters Gempo Roshi. Sôen Roshi setzte die Zen-Rhetorik dafür ein, Arbeiterinnen und Arbeiter zur Steigerung der japanischen Kriegsproduktion anzufeuern, so wie sich, laut Brian Victoria Daizen, fast alle japanischen Zen-Meister dieser Zeit dem extremen Nationalismus und Militarismus des japanischen Regimes unterwarfen. Durch ihre Predigt über den notwendigen „Tod des Selbst“ idealisierten sie Kamikaze-Aktionen und Selbstopfer für den als gottgleich verehrten Kaiser (Tenno) und die japanische Nation. Im Unterschied zu seinem Freund Sôen Roshi und Kôuns eigenem Lehrer Yasutani Hakuun Roshi, die beide auch nach Kriegsende weiterhin nationalistische Positionen vertraten, distanzierte Yamada Kôun sich von dieser Ideologie und bemühte sich in seiner Lehre und Praxis um eine friedensstiftende, internationale Perspektive.
Nach Kriegsende kehrte 1946 die Familie Kôun, die mittlerweile drei Kinder hatte, nach Japan zurück. Yamada Kôun wurde Leiter einer Klinik in Tokio, in der seine Frau als Chefärztin tätig war. Dort arbeitete er bis ins hohe Alter, täglich zwischen seiner Berufsarbeit in Tokio und Lehraufgaben im Zen-Zentrum in Kamakura pendelnd. 1988 stürzte er unglücklich und starb ein Jahr später an den Folgen.

### Zen-Ausbildung
Yamada Kôun war Zen-Priester, aber kein Mönch. Er blieb sein Leben lang berufstätig, gemäß seinem und dem Anspruch Sanbô Kyôdans, Zen in den Alltag zu integrieren. Neben seinen beruflichen Verpflichtungen setzte er sein intensives Zen-Training unter Sôgen Asahina Roshi fort, den er zweimal täglich, parallel zur Klinikarbeit, zum Zen-Lehrgespräch (Dokusan) im Tempel Engakuji aufsuchte. Ein weiterer seiner Lehrer war Hanamoto Kanzui Roshi, Leiter eines Tempels in Kamakura, dem Wohnort der Familie Kôun. 1950 legte Yamada Kôun bei dem Zen-Meister Yasutani Hakuun Roshi, dem Mitgründer der Zenvereinigung Sanbô Kyôdan, sein Buddha-Gelübde ab. Kurze Zeit später hatte er eine Erleuchtungserfahrung (Kensho), die der buddhistische Lehrer Stephen Batchelor folgendermaßen beschrieb:
„Am 26. November 1953 fuhr Kôun Yamada, ein japanischer Geschäftsmann in Kamakura, mit seiner Frau in einem Vorortzug nach Hause. Er stieß auf eine Passage in einem Zen-Text, in der der Autor erklärte: Ich kam zu der klaren Erkenntnis, dass der Geist nichts anderes ist als Berge und Flüsse und die große weite Erde, die Sonne und der Mond und die Sterne. Er brach in Tränen aus bei der Erkenntnis, dass er nach acht Jahren Zazen endlich begriffen hatte, was diese Aussage bedeutete. Später in der Nacht erwachte er abrupt aus dem Schlaf und sah dieselbe Passage in seinem Geist aufblitzen, woraufhin er ein Kensho-Erlebnis hatte. Am nächsten Tag bestätigte Yasutani ihm, dass das, was er erlebt hatte, ein Kensho war.“
Nach seiner Kensho-Erfahrung studierte Yamada Kôun sieben Jahre lang weiter unter Yasutani Roshi. Nachdem er mehr als sechshundert Koans gelöst und damit sein Studium abgeschlossen hatte, ernannte Yasutani ihn 1961 zum offiziellen Dharma-Nachfolger. 1970 übertrug er ihm zudem die Leitung der Zenvereinigung Sanbô Kyôdan.

### Zen-Verständnis
Yamada Kôun setzte die Öffnung des ursprünglich monastischen Zen fort, die bereits in der Meiji-Zeit Japans begonnen hatte. Auch führte er das Sanbô-Kyôdan-Projekt fort, Soto-Zen und Rinzai-Zen, die in Japan bis heute als strikt getrennte Traditionen existieren, in seinem Zen-Training zu kombinieren, so dass die Lernenden selbst herausfinden konnten, welchem Zen-Weg sie letztendlich folgen wollen.
In seinen Lehrvorträgen und Büchern betonte er, Zen sei eine lebendige persönliche Erfahrung, kein starres System von Glaubenssätzen, Begriffen oder Übungen. Auch schließe die Zen-Praxis andere spirituelle Wege keineswegs aus, im Gegenteil, sie trage dazu bei, die jeweils eigene Religion zu vertiefen. Haupterkenntnis des Zen sei die unfassbare und unbegreifliche Leere, die alles umfasse. Diese Erkenntnis müsse tagtäglich neu umgesetzt werden: in Form von Mitgefühl und Sorge füreinander, in Offenheit, Gerechtigkeit und Frieden. Auch seien die großen Menschheitsprobleme wie Armut und Krieg nicht durch Politik allein, sondern nur durch eine weltweite religionsübergreifende Zusammenarbeit zu besiegen. „Wir alle müssen uns in gemeinsamer Anstrengung die Hände reichen. Könnten nicht Zen und Christenheit in dieser gemeinsamen Zielsetzung zusammenarbeiten?“ sagte er häufig.
Yamada Kôuns Aufgeschlossenheit zog viele spirituell Suchende aus dem Westen an, die später ihrerseits Zen-Zentren in den Vereinigten Staaten, in Europa und auf den Philippinen gründeten. Auf Einladung ehemaliger Schülerinnen und Schüler besuchte Yamada Koun u. a. das Zen Center Philippines unter Leitung von Elaine MacInnes, die Honolulu Diamond Sangha in Hawaii, gegründet von Robert Aitken und das Franziskanerkloster Dietfurt im Altmühltal mit P. Hugo Enomiya Lassalle, wo er Vorträge hielt und Zen-Klausuren leitete.

### Zen-Zentrum Sanbo Kyôdan
Sanbô Kyôdans Ziel war, den Zen-Geist nicht nur im Kloster, sondern vor allem im alltäglichen Leben zu verwirklichen, gestützt durch eine Gemeinschaft von Zen-Laien. Daher errichtete das Ehepaar Kôun auf dem privaten Grundstück ihres Hauses in Kamakura eine kleine Meditationshalle (San'Un Zendo), die Zen-Praktizierenden offen stand. Zweimal pro Monat leitete Yamada Kôun neben seiner Berufsarbeit eine Wochenend-Klausur (Zazenkai), fünf Mal im Jahr eine ganzwöchige Zen-Klausur (Sesshin).
Das Zendo stand Zen-Studierenden kostenlos zur Verfügung und ist bis heute der Hauptsitz von Sanbô Zen. Durch Yamada Kôuns Offenheit wurde es zu einem internationalen Anziehungspunkt für Menschen unterschiedlicher Nationen und Religionen, darunter viele christliche Nonnen und Priester. Yamada und seine Frau Kazue kümmerten sich trotz ihrer beruflichen Belastung persönlich um ihren Schülerkreis, unterstützten mit Rat, manchmal sogar mit Geld, und bezogen ausländische Studierende in die Familie mit ein. Ehemalige berichten über – im traditionellen Zen nahezu unvorstellbare – gesellige Aktivitäten wie Abende mit Beethoven-Musik, Verkleidungsparties und Weihnachtsfeiern.
Nach Yamadas Tod wurde der Sanbô Kyôdan-Vorsitz übertragen an Kubota Ji'un Roshi, Kôun selbst hatte keine Nachfolge festgelegt. Ab 2004 übernahm Yamadas ältester Sohn, Yamada Ryôun Roshi, die Leitung des inzwischen in Sanbô Zen umbenannten Zentrums.

### Dharma-Nachfolge
Yamada Koun bildete zahlreiche Priester und Pastorinnen aus dem Westen aus wie P. Hugo Enomya Lassalle, P. Willigis Jäger, P. Ama Samy, P. Johannes Kopp, P. Niklaus Brantschen, Gundula Meyer und Schwester Ludwigis Fabian, die dafür sorgten, dass die Zen-Philosophie in der westlichen Kultur Fuß fasste. International bekannt wurden u. a. auch Zen-Meister und -Meisterinnen wie Robert Aitken, Brigitte D’Ortschy, David R. Loy, Pia Gyger, Joan Rieck und weitere westliche Lehrende.
Die offizielle Genealogie von Sanbô Zen verzeichnet folgende autorisierte Nachfolgerinnen und Nachfolger Yamada Kôuns:
| - Yukiyoshi Adachi (Zuiun-ken) - Reiko Adachi (Houn-an) - Robert Aitken (Chotan Gyoun) - Osamu Ashida (Shoun-ken) - P. Niklaus Brantschen, SJ (Goun-ken) - Uta Dreisbach (Ryuun-an) - Osamu Ashida (Shoun-ken) - Sr. Ludwigis Fabian, OSB (Koun-an) - Lourdes Mila Golez (Gyokuun-an) | - Ruben Habito (Keiun-ken) - Kodo Hasegawa (Nyoun-ken) - Tetsuo Hiyama (Taiun-ken) - P. Willigis Jäger, OSB (Koun-ken) - Akira Kubota (Ji'un-ken) - Heidemarie Kern (Heki-un an) - Johannes Kopp (Houn-ken) - Victor Löw (Yuun-ken) - Peter Lengsfeld (Choun-ken) | - David Loy (Tetsuun-ken) - Sr. Elaine MacInnes (Koun-an) - Gundula Meyer (Zuiun-an) - Carmen Monske (Baika-an) - Teizo Nakamura (Kaku'un-ken) - Tsuneo Oda (Go'un-ken) - Akira Onda (Soun-ken) - Silvia Ostertag (Rin'un-an) - Sonia Punzalan (Shuni-an) | - Kathleen Reiley (Seiun-an) - Joan Rieck (Jo-un) - P. Ama Samy SJ (Genun-ken) - Ana Maria Schlüter Rodes (Kiun-an) - Shitetsu Sendo (Shoun-ken) - Paul Shepherd (Choun-ken) - Roselyn Stone (Seiun-an) - Toshio Tonoike (Hekiun-ken) - Shue Usami (Reiunken) - Masamichi Yamada (Ryoun-ken) |

## Schriften (Auswahl)
- Das Tor des Zen – Grundlagen und Praxis. Edition steinreich 2017, ISBN 978-3-942085-55-7.
- Mumonkan – Die torlose Schranke: Zen-Meister Mumons Koan-Sammlung. Kösel-Verlag 2011, ISBN 978-3-466-37021-4.
- Hekiganroku – Die Niederschrift vom blauen Fels. Die klassische Koansammlung mit neuen Teishos, Hrsg. Peter Lengsfeld u. a., Kösel Verlag 2002, ISBN 978-3-466-36593-7.
- Zen: The Authentic Gate. Wisdom Publications 2015, ISBN 978-1-61429-250-0.
- The Gateless Gate: The Classic Book of Zen Koans. Wisdom Publications Juni 2004, ISBN 978-0-86171-382-0.